# Légion étrangère (film, 1953)
Pour les articles homonymes, voir Légion étrangère (homonymie).
Pour plus de détails, voir Fiche technique et Distribution.
Légion étrangère (Legione straniera) est un film d'aventures franco-italien de Basilio Franchina (it) sorti en 1953.

## Synopsis
Le marin italien Alberto se croit trompé par sa fiancée et s'engage dans une liaison avec la chanteuse de cabaret Cherie à Oran. Il a le poing facile et, bientôt, il est soupçonné de meurtre et s'échappe en s'engageant dans la Légion étrangère. Irène et son jeune frère le suivent et ce dernier arrive à un avant-poste où se trouve Alberto. L'avant-poste est attaqué et le frère meurt en héros après avoir appelé à l'aide. Alberto est blessé et perd un bras, mais il est réuni. 

## Fiche technique
- Titre français : Légion étrangère ou L'Entraîneuse de la légion[1]
- Titre original : Legione straniera[2]
- Réalisation : Basilio Franchina (it)
- Scénario : Basilio Franchina, Carlo Musso, Alessandro De Stefani
- Photographie : Mario Craveri
- Montage : Mario Serandrei
- Musique : Michele Cozzoli
- Décors : Ottavio Scotti (it)
- Production : Lucio Battistrada  Raniero Di Giovanbattista  Ricardo Sanz
- Sociétés de production : Titanus (Rome), Société générale de cinématographie (Paris)
- Format : Noir et blanc - 1,37:1 - Son mono - 35 mm
- Pays de production :  Italie -  France
- Langue de tournage : italien
- Genre : film d'aventures
- Durée : 90 minutes
- Dates de sortie : 
  - Italie : 27 août 1953
  - France : 23 décembre 1953
- Affiche : Henri Cerutti (France)

## Distribution
- Viviane Romance : Cherie
- Irene Galter : Yrene
- Alberto Farnese : Alberto
- Attilio Dottesio : le frère d'Irène
- John Kitzmiller : Djalmar
- Marc Lawrence : Schwartz
- Guido Celano : capitaine
- Turi Pandolfini : Gennaro
- Nino Vingelli : Pietro
- Enrico Glori : le père d'Irène
- Emma Baron : Mère supérieure
- Piero Pastore : tricheur
- Giulio Calì : Dupont